# Tarutung Sihoda-Hoda
Tarutung Sihoda-Hoda is een bestuurslaag in het regentschap Padang Lawas van de provincie Noord-Sumatra, Indonesië. Tarutung Sihoda-Hoda telt 302 inwoners (volkstelling 2010).